# Ronald van Oeveren
Ronald van Oeveren (Zierikzee, 10 november 1965) is een Nederlands voormalig profvoetballer die als aanvaller speelde. Hij speelde negen jaar in de Eerste divisie voor RBC.

## Clubcarriere
Van Oeveren begon in zijn woonplaats Scharendijke bij ZSC '62. Samen met zijn broer maakte hij in 1984 de overstap naar het hoger spelende VV Zierikzee. Daar speelde hij tussen 1985 en 1988 in het eerste team in de Tweede klasse. In het seizoen 1988/89 speelde hij voor Hoofdklasser VC Vlissingen. Tussen 1989 en 1998 speelde Van Oeveren in totaal 351 wedstrijden voor RBC waarin hij 66 doelpunten maakte. Medio 1988 ging hij naar het Belgische KFC Schoten waar hij echter na twee weken al vertrok. Hierna werd hij trainer in het amateurvoetbal.